# Amorphoscelidae
Los amorfoscélidos (Amorphoscelidae) son una familia de mantis (insectos del orden Mantodea), contiene 3 subfamilias y cuenta con 15 géneros. Sus especies se distribuyen por el sur de Europa, África, Asia y Australasia.

## Subfamilias
- Amorphoscelidinae

Géneros
- Amorphoscelis
- Bolivaroscelis
- Caudatoscelis
- Gigliotoscelis
- Maculatoscelis

- Paraoxypilinae

Géneros
*Cliomantis
*Exparoxypilus
*Gyromantis
*Metoxypilus
*Myrmecomantis
*Nesoxypilus
*Paraoxypilus
*Phthersigena
- Perlamantinae

Géneros
- Paramorphoscelis
- Perlamantis